# نيكولا ميلوشيفيتش
نيكولا ميلوشيفيتش هو لاعب كرة قدم صربي في مركز الوسط، ولد في 8 يونيو 1993 في كروشيفاتس في صربيا. لعب مع ملادوست لوتشاني ونابريداك كروشيفاتس.

## وصلات خارجية
- نيكولا ميلوشيفيتش على موقع قاعدة بيانات كرة القدم.إي يو (الإنجليزية)
- نيكولا ميلوشيفيتش على موقع Soccerway.com (الإنجليزية)
- نيكولا ميلوشيفيتش على موقع عالم كرة القدم.نت (الإنجليزية)